# Dani Ceballos
Dani Ceballos (výslovnost ˈdani θeˈβaʎos; * 7. srpna 1996 Utrera) je španělský profesionální fotbalista, jenž hraje na pozici středního záložníka za španělský klub Real Madrid. Mezi lety 2018 a 2020 odehrál také 11 zápasů v dresu španělské reprezentace, ve kterých se jednou střelecky prosadil.

## Klubová kariéra

### Betis
Dani Ceballos Fernández se narodil ve španělském městě Utrera, které patří pod provincii Sevilla. Proto ve svých osmi letech (roku 2004) nastoupil do mládežnického klubu Sevilla FC. Roku 2009 se však nakazil bronchitidou a byl vyhozen z klubu. Následně hrál ve svém rodném městě za tým CD Utrera a v roce 2011 přestoupil do dalšího sevillského klubu Realu Betis. V roce 2014 začal svou profesionální kariéru, když podepsal smlouvu s klubem Real Betis. Dočasně nastupoval za B tým a 26. dubna 2014 hrál své první oficiální utkání za A tým Betisu proti Realu Sociedad, ve kterém byl nakonec vystřídán, ale utkání prohráli 1:0. Svůj první profesionální gól vstřelil proti týmu Racing de Santander v lize Segunda División a gól to byl vítězný, protože vyhráli 2:0. Tuto sezónu hrál 33 zápasů a vstřelil pět branek a Betis postoupil z prvního místa do La Ligy. 15. října 2015 po dlouhých jednáních podepsal novou smlouvu pro Real Betis do roku 2020.

### Real Madrid
Real Madrid podepsal 14. června 2017 smlouvu s Danim Ceballosem celkem na dobu šesti let, zaplatili za něj 18 000 000 €. Poprvé se za Real Madrid dostal na scénu 16. srpna v odvetě Španělského superpoháru proti Barceloně, když v 80. minutě vystřídal Toniho Kroose. Nakonec z toho bylo domácí vítězství 2:0. První zápas, který za Real Madrid odehrál od začátku se hrál dne 23. září venku proti Deportivu Alavés Ceballos se v Lize mistrů roku 2017/18 dostal do hry celkem čtyřikrát a Real Madrid dokázal tento turnaj vyhrát potřetí za sebou a po třinácté v klubové historii. V zápase 13. ledna 2019 na stadionu Estadio Benito Villamarín proti svému bývalému klubu Betisu Sevilla byl v 74. minutě vystřídán za Sergia Regulióna a v 88. minutě vstřelil z přímého kopu rozhodující gól na 2:1.

#### Arsenal (hostování)
Jelikož Dani Ceballos v zápasech za Real Madrid pravidelně nenastupoval a londýnský klub Arsenal FC o něj měl zájem. Rozhodl se tam na jednu sezónu hostovat (smlouvu podepsal 25. července 2019). Dostal číslo osm po velšském záložníku Aaronu Ramseyovi, který po vypršení smlouvy v Arsenalu přestoupil do Juventusu. První zápas za Arsenal hrál 17. srpna proti Burnley FC. Arsenal vyhrál 2:1 a Ceballos díky se díky dvěma asistencím stal mužem zápasu. Svůj první gól za Arsenal vstřelil 3. října při vítězství 4:0 v skupinové fázi Evropské ligy 2019/20 proti belgickému klubu Standard Liège.

### Real Madrid návrat
Ve skupinové fázi Ligy mistrů 2023/2024 vstřelil rozhodující gól proti Unionu Berlín . 

## Reprezentační kariéra
Na mezinárodní scénu se Ceballos dostal 5. listopadu 2014, když ho povolala Španělská fotbalová reprezentace do 19 let. Na hřišti se objevil proti Německu, Francii a Řecku na Mistrovství Evropy. Svůj debut za Španělskou fotbalovou reprezentaci do 21 let odehrál 26. března 2015, když byl v přátelském zápase proti Norsku v Cartageně o poločase vystřídán za Samu Castilleja. Tento zápas nakonec vyhrálo Španělsko. O čtyři dny později v Leónu hrál poprvé za Španělsko U21 od samého začátku v prohraném utkání 4:0 proti Bělorusku.
Navzdory tomu, že na Mistrovství Eropy do 21 let v Polsku nezačínal v základní sestavě, dokázal Ceballos dostat Španělsko na druhé místo v tomto šampionátu a získal cenu hráče celého turnaje.
Se Španělským národním týmem do 21 let se zúčastnil také Mistrovství Evropy ve fotbale hráčů do 21 let 2019 v Itálii, kde se nakonec stali vítězi. Dani Ceballos byl jmenován do UEFA týmu tohoto šampionátu.
Svůj debut za Španělský národní tým odehrál v Lize národů proti Chorvatsku. Utkání vyhrálo Španělsko
6:0.

## Statistiky

### Klubové
Aktualizováno k 28. 1. 2020
| Klub                   | Sezóna           | Liga               | Liga   | Liga | Pohár  | Pohár | Evropa | Evropa | Celkem | Celkem |
| Klub                   | Sezóna           | Divize             | Zápasy | Góly | Zápasy | Góly  | Zápasy | Góly   | Zápasy | Góly   |
| ---------------------- | ---------------- | ------------------ | ------ | ---- | ------ | ----- | ------ | ------ | ------ | ------ |
| Real Betis             | 2013—2014        | La Liga            | 1      | 0    | 0      | 0     | —      | —      | 23     | 0      |
| Real Betis             | 2014—2015        | Segunda División   | 33     | 5    | 2      | 0     | —      | —      | 35     | 5      |
| Real Betis             | 2015—2016        | La Liga            | 34     | 0    | 4      | 0     | —      | —      | 38     | 0      |
| Real Betis             | 2016—2017        | La Liga            | 30     | 2    | 1      | 0     | —      | —      | 31     | 2      |
| Real Betis             | Celkem           | Celkem             | 98     | 7    | 7      | 0     | —      | —      | 105    | 7      |
| Real Betis B           | 2014-2015        | Segunda División B | 4      | 0    | —      | —     | —      | —      | 4      | 0      |
| Real Madrid            | 2017—2018        | La Liga            | 12     | 2    | 6      | 0     | 4      | 0      | 22     | 2      |
| Real Madrid            | 2018—2019        | La Liga            | 23     | 3    | 7      | 0     | 4      | 0      | 34     | 3      |
| Real Madrid            | Celkem           | Celkem             | 35     | 5    | 13     | 0     | 8      | 0      | 56     | 5      |
| Arsenal FC (hostování) | 2019—2020        | Premier League     | 11     | 0    | 3      | 0     | 4      | 1      | 18     | 1      |
| Celkem v kariéře       | Celkem v kariéře | Celkem v kariéře   | 148    | 12   | 22     | 0     | 12     | 1      | 182    | 13     |

### Mezinárodní
Aktualizováno k 28. 1. 2020
| Reprezentace | Sezóna | Zápasy | Góly |
| ------------ | ------ | ------ | ---- |
| Španělsko    | 2018   | 5      | 1    |
| Španělsko    | 2019   | 3      | 0    |
| Celkem       | Celkem | 8      | 1    |